# Ammoniumlactat
Ammoniumlactat ist das Ammoniumsalz der Milchsäure und gehört zur Gruppe der Lactate. Es hat milde antibakterielle Eigenschaften.

## Beschreibung
Als Zusatzstoff wird es mit der E-Nummer E328 bezeichnet, ist ein in der EU zugelassener Kosmetikinhaltsstoff mit Verwendung insbesondere als Puffersubstanz und der Wirkstoff der Hautlotionen Amlactin und Lac-Hydrin. Es wird als Inhaltsstoff in Feuchtigkeitslotionen zur Behandlung trockener, schuppiger und juckender Haut verwendet. Nach der Anwendung sollte Sonneneinstrahlung oder künstliche UV-Strahlung, wie von Sonnenlampen oder Solarien gemieden werden, da Ammoniumlactat die Haut empfindlicher gegenüber Sonnenlicht und anfälliger für Sonnenbrand macht. Ammoniumlactat ist Inhaltsstoff des rezeptfreien Medikaments Amlactin zur Behandlung von Xerose.